# Perkebunan Tanjung Kasau
Perkebunan Tanjung Kasau is een bestuurslaag in het regentschap Batu Bara van de provincie Noord-Sumatra, Indonesië. Perkebunan Tanjung Kasau telt 3616 inwoners (volkstelling 2010).